# ベッキーさんシリーズ
『ベッキーさん』シリーズは、北村薫による日本の推理小説のシリーズ。
3部作となっており、第2作『玻璃の天』は第137回直木賞候補にノミネートされ、シリーズ最終作である第3作『鷺と雪』は第141回直木賞を受賞した。

## 概要
推理小説のシリーズとしては、『円紫さん』シリーズ、『覆面作家』シリーズに続き、3つ目のシリーズである。
昭和初期を舞台に、上流家庭のお嬢様・英子（えいこ）とその運転手・ベッキーさんを主人公に、殺人から素人が考えた暗号の解読など、様々な事件を扱う。
ベッキーさんは博学で様々なことに通じており、ベッキーさんが発した言葉から英子が事件の糸口を見つけることもあるが、ベッキーさんが自ら進んで事件に首を突っ込んで解決することはなく、英子の助手を務めるワトソン役でもない。

## シリーズ
- 『街の灯』
  - 単行本：2003年1月30日、文藝春秋、ISBN 4-16-321570-0
  - 文庫本：2006年5月10日、文春文庫、ISBN 4-16-758604-5
  - 収録作品：
    - 『虚栄の市』（『別冊文藝春秋』2002年1月号）
    - 『銀座八丁』（『別冊文藝春秋』2002年5月号・7月号）
    - 『街の灯』（『別冊文藝春秋』2002年9月号・11月号）
- 『玻璃の天』
  - 単行本：2007年4月15日、文藝春秋、ISBN 978-4-16-325830-0
  - 文庫本：2009年9月10日、文春文庫、ISBN 978-4-16-758605-8
  - 収録作品：
    - 『幻の橋』（『オール讀物』2005年11月号）
    - 『想夫恋』（『オール讀物』2006年7月号）
    - 『玻璃の天』（『オール讀物』2006年11月号）
- 『鷺と雪』
  - 単行本：2009年4月15日、ISBN 978-4-16-328080-6
  - 文庫本：2011年10月7日、ISBN 978-4-16-758607-2
  - 収録作品：
    - 『不在の父』（『オール讀物』2008年1月号）
    - 『獅子と地下鉄』（『オール讀物』2008年6月号）
    - 『鷺と雪』（『オール讀物』2008年12月号）

## 登場人物
別宮 みつ子（べっく みつこ）
花村家のお抱え運転手。正運転手が帰郷することになり、新たに運転手として雇われることになった。主に、英子の学校の送迎などを担当する。英子からは、彼女がその時たまたま読んでいたサッカレーの『虚栄の市』の主人公に因んで、2人きりの時だけベッキーさんと呼ばれるようになる。
目鼻立ちがはっきりした顔立ち。銃を携帯しており、その腕前は陸軍将校も認めるほど。
貧民街を見て、到底暮らせそうにないと漏らした英子に対して、恐縮しながらも傲慢だと諭す厳しさを持つ。
花村 英子（はなむら えいこ）
花村家の長女。女子学習院の生徒、『街の灯』の時点で14,5歳。英語が堪能。花村家は相模の士族の出の上流家庭で、何不自由ない生活を送っている。
ベッキーさんとの出会ってから、日常生活のふとしたことに疑問を持つようになる。
花村 雅吉（はなむら まさきち）
英子の兄。大学生。国文科専攻。『玻璃の天』からは大学院生。マレーネ・ディートリヒが好き。
英子・雅吉の父親
日本でも五本の指に入る財閥系の商事会社の社長。イギリスで暮らしていたこともあり、イギリス贔屓である。英子と雅吉には自身と妻をパパ・ママと呼ばせている。
弓原 太郎（ゆみはら たろう）
子爵。英子の叔母の夫。東京地裁の検事。〈名士の書く探偵小説〉という企画を受けて以来、数は少ないながらもいくつか作品を発表している。経歴からするとモデルは濱尾四郎と思われる。
園田（そのだ）
花村家の運転手。英子の学校の送迎などをしていたが、正運転手の帰郷に伴い、自身が正運転手に昇格、社長付きの運転手となる。新しい運転手が女性であることに抵抗を覚える。
有川 八重子（ありかわ やえこ）
伯爵令嬢。英子の級友。有川家は御一新前は大名家だった。英子とは、花さん、有さんと呼び合っている。
桐原 道子（きりはら みちこ）
侯爵令嬢。英子の級友。瓜実顔で日本人形のような顔立ち。桐原家は御一新前は大大名で、現在も100人以上の使用人を抱える名家として知られる。父・桐原侯爵は陸軍少将。
桐原 勝久（きりはら かつひさ）
侯爵令息。道子の兄。陸軍参謀本部の大尉。陸軍大学校を出て、1年間中隊長を務めただけで参謀本部配属となった。ベッキーとの初対面時に、彼女が銃を携帯していることを見抜き、後日その腕前を目の当たりにし、彼女のことを大変気に入る。
桐原 麗子（きりはら れいこ）
侯爵令嬢。道子の姉。女子学習院後期2年。いずれ宮家に嫁ぐと言われている。
由里岡（ゆりおか）
子爵令息。学習院の男子部を退学になり、雅吉と同じ大学に移った。サキソホーンの演奏が得意。
若月 英明（わかつき ひであき）
陸軍少尉。いわゆる叩き上げ。

## 漫画
本シリーズのコミカライズが『ベッキーさんと私』のタイトルで『ビッグコミック』（小学館）にて、2024年16号より同年21号まで第1章「虚栄の市」として連載された。漫画は三浦靖冬が担当。2025年秋に第2章「銀座八丁」が連載されることが発表されている。

### 書誌情報
- 北村薫（原作）・三浦靖冬（漫画） 『ベッキーさんと私』 小学館〈ビッグコミックススペシャル〉、既刊1巻（2025年4月30日現在）
  - 第1集、2025年5月5日発行（2025年4月30日発売[4]）、ISBN 978-4-09-863456-9